# Кароліна Віґура
Кароліна Ядвіґа Віґура-Куіш (пол. Karolina Jadwiga Wigura-Kuisz, нар. 1 жовтня 1980 року у Варшаві) — польська соціологиня, історикиня ідей, публіцистка, пише для політичного відділу тижневика «Kultura Liberalna», викладає на факультеті соціології Варшавського університету. Вона також є Senior Fellow у Zentrum Liberale Moderne (LibMod).

## Життєпис

### Наукова кар'єра
Kароліна Віґура закінчила магістратуру на факультеті міждисциплінарних індивідуальних досліджень в галузі гуманітарних та соціальних наук Варшавського університету (Kolegium MISH) у 2003 та в Інституті політичних наук у 2005. Над докторською дисертацією працювала в рамках навчання в докторантурі в Інституті соціології Варшавського університету на факультеті філософії і теології Мюнхенського університету Людвіга — Максиміліана. У 2009 році здобула ступінь доктора соціальних наук на підставі дисертації під назвою «Проголошення прощення і покаяння в політиці на прикладах з історії Польщі, Німеччини та України 1945—2006 років. Теорії та практика», науковим керівником якої був Павел Шпєвак, а рецензентами Станіслав Філіпович і Роберт Пілат. У 2020 році здобула габілітацію в галузі соціальних наук у Варшавському університеті. Працює доцентом на факультеті соціології Варшавського університету (колишній Інститут соціології), на кафедрі історії соціальної думки, також є членкинею міжфакультетської лабораторії соціальної пам'яті в Інституті соціології Варшавського університету.
Її наукові інтереси охоплюють філософію політики, зокрема Ганни Арендт, Поля Рікера та Карла Ясперса; соціологію та етику пам'яті, з наголосом на питаннях справедливості перехідного періоду, відповідальності, провини, примирення та прощення в політиці — цій темі присвячена книга, що була видана нею у 2011 році під назвою «Провина народів. Прощення як стратегія ведення політики»; також займається історією емоцій та емоцій і настроїв у політиці.
У 2012 році книга Кароліни Віґури «Провина народів» отримала нагороду ім. Отця Юзефа Тішнера, а через рік була номінована на премію ім. Єжи Туровича. Лауреатка стипендії ім. Броніслава Геремка в Інституті гуманітарних досліджень у Відні (2012). Вона також була стипендіаткою Програми польських досліджень в Коледжі Святого Антонія в Оксфордському університеті (2016), та проходила дослідницьке стажування в Центрально-європейському університеті в Будапешті (2015). Віґура є лауреаткою грантових конкурсів «Прелюдія» та «Сонати» Національного наукового центру. У 2020 році була номінована на премію ім. Тадеуша Котарбінського.
Протягом академічного року 2016/2017 Кароліна Віґура, разом з Ярославом Куішем, була співдиректоркою в Коледжі Святого Антонія Оксфордського університету польської програми під назвою «Мости знань: Польща та Велика Британія».

### Журналістська діяльність
У 2003—2006 рр. працювала журналісткою на Другому каналі Польського радіо, а потім до 2009 р. у тижневику «Europa», додатку до газети «Журнал Польща-Європа-Світ». За розмову з Юрґеном Габермасом, що була опублікована в журналі «Європа» під назвою Європу охоплює смертельна інерція, Віґура отримала нагороду Grand Press за найкраще інтерв'ю (2008).
Кароліна Віґура є однією зі співзасновниць інтернетного видання «Kultura Liberalna» (тижневик), де вона входить до ради директорів та регулярно пише для політичного відділу, досліджуючи зокрема радикалізацію польських публічних дебатів.
Її статті регулярно публікуються у провідних періодичних виданнях: The Guardian, The New York Times, Neue Zürcher Zeitung, Газета Виборча, Жечпосполіта, Etyka, Przegłąd Polityczny, Tygodnik Powszechny, Znak.
З 2021 року вона є постійною авторкою колонки для німецької щоденної газети Die Tageszeitung (TAZ), що видається в Берліні. Вона часто коментує польську та міжнародну політику для друкованих та інтернет-видань.
Разом із Катажиною Касею проводить подкаст «Погляд з К2» (пол. Widok z K2).
У грудні 2022 року Видавництво Kultura Liberalna надрукувало книгу Кароліни Віґури та Томаша Терліковського "Полька-атеїстка проти Поляка-католика. Книга містить 11 дискусій на найбільш контроверсійні теми, як у Польщі, так і за кордоном: аборти, евтаназія, одностатеві шлюби, релігійні цінності тощо.

### Публічна діяльність
Кароліна Віґура є відомою публічною спікеркою, яку регулярно запрошують до виступів на теми емоцій у політиці, національного популізму, ліберальної демократії, Польщі та польсько-німецьких взаємовідносин. Протягом останніх років вона була залучена keynote спікеркою на Афінському демократичному форумі, Delphi Economic Forum, брала участь в щорічних зустрічах Європейської ради з міжнародних відносин, ЄРМВ (англ. ECFR), Zentrum Liberale Moderne, Amsterdam-based De Balie, Forum 2000 в Празі, Baden-Baden Entrepreneur Talks, Європейському форумі нових ідей (EFNI) в Сопоті, де Віґура говорила про відчуття втрати та політику страху супроти політики надії.
У 2012—2016 роках Кароліна Віґура була членкинею директорів Фонду ім. Стефана Баторія. З 2010 р. членкиня Програмної ради Конгресу жінок, у 2014—2016 рр. була членкинею Програмної ради Європейського форуму нових ідей. У 2013 році Віґура стала стипендіаткою програми для лідерів Marshall Memorial Fellowship, організованої Німецьким фондом Маршалла.
Кароліна Віґура входить до складу журі Премії ім. Отця Юзефа Тішнера.

## Особисте життя
Дружина Ярослава Куіша.

## Публікації
- Провина народів. Прощення як стратегія ведення політики, Варшава: Wydawnictwo Naukowe Scholar — Гданськ: Музей Другої світової війни, 2011.[23]
- (редакція) Кшиштоф Міхальський, Есе про Бога і смерть, ред. Кароліна Віґура, Варшава: Kurhaus Publishing Kurhaus Media, 2014.
- Складна розплата з минулим. Т. 1, Правосуддя перехідного періоду в міжнародній перспективі, автори Кароліна В., Ярослав К., Садурський В.: Wydawnictwo Naukowe Scholar, 2018.[24]
- Складна розплата з минулим. Т. 2, Польща в перспективі Центральної та Східної Європи, автори Кароліна В., Ярослав К., Садурський В.: Wydawnictwo Naukowe Scholar, 2018.[25]
- Винахід сучасного серця. Філософські джерела сучасного мислення про емоції, Варшава: Wydawnictwo Naukowe Scholar, 2019.[26]
- Кінець ліберального мислення: Нова політика Польщі, автори Кароліна Віґура i Ярослав Куіш, Варшава: Wydawnictwo Kultury Liberalnej, 2020.[27]
- Полька-атеїстка проти Поляка-католика, автори Кароліна Віґура i Томаш Терліковський, Варшава: Wydawnictwo Kultury Liberalnej, 2022.[28]
- Посттравматичний суверенітет, автори Кароліна Віґура i Ярослав Куіш, Берлін: Видавництво Suhrkamp Verlag, 2023.[29]

### Вибрані публікації в періодичних виданнях
- Віґура, К.; Куіш, Я.; стаття в The Guardian; The missile strike has ignited visceral fear in Poland, and poses hard questions for Nato (11.2022)
- Віґура, К.; Куіш, Я.; стаття в TAZ; Polen und Deutschland: Streitfrage Reparationen (10.2022)
- Віґура, К., есе/опис в The New York Times; Liberal Politics Needs a Lifeline. Emotion Could Be it. (09.2022)
- Віґура, К.; Куіш, Я.; стаття в TAZ; Fischsterben in der Oder: Intransparency und Verharmlosung (08.2022)
- Віґура, К.; Куіш, Я.; стаття в TAZ; Krieg in der Ukraine: Aus anderer Perspektive (08.2022)
- Віґура, К.; Куіш, Я.; есе в Foreign Policy; Will the Ukraine War Return Poland to Europe's Democratic Fold? Europe and Poland need each other more than ever. (08.2022)
- Віґура, К.; Куіш, Я.; есе в The Internationale Politik Quarterly; The EU and the War in Ukraine (I): The Curse of Being Important. A View from Poland (07.2022)
- Віґура, К.; Куіш, Я.; есе в The New York Times; America Thinks the War Is About Ukraine. Russia's Neighbors Disagree (03.2022)
- Віґура, К.; Куіш, Я.; стаття в The Guardian; Poland's door is wide open to Ukrainians — we know these refugees could be us (03.2022)
- Віґура, К.; Куіш, Я.; стаття в NZZ; Osteuropa und die Angst vor dem Verrat durch den Westen (02.2022)
- Віґура, К.; Куіш, Я.; стаття в The Guardian; From eastern Europe, we watch Ukraine in fear. Its fate could decide the continent's future (02.2022)
- Віґура, К.; Куіш, Я.; стаття в TAZ; EU-Begeisterung in Osteuropa: Berlins Soft Power schmilzt (02.2022)
- Віґура, К.; Куіш, Я.; есе в ECFR.eu; All the rage: The pandemic's emotional politics (02.2022)
- Віґура, К.; Куіш, Я.; есе в TAZ; Spionage und Paranoia: Pegasus und andere Schnüffler (01.2022)
- Віґура, К.; Куіш, Я.; есе в The New York Times; What Happened to Poland (12.2021)
- Віґура, К.; Альтернативний історичний наратив. Звернення польських єпископів до німецьких колег від 18 листопада 1965 року, Східноєвропейська політика і суспільства та культури, 2013.[30]
- Віґура, К.; Декларації прощення і каяття в європейській політиці, Європейська спадщина — до нових парадигм, 22 (1) 2020.[31]
- Віґура, К.; Пристрасті, почуття чи емоції? Три традиції мислення про афект і три доктрини впливу в політиці, Kultura i Społeczeństwo 4, 2017.[32]
- Віґура, К.; Демонологія. Польща перед чотирма втраченими роками, Східна Європа, 1-2, 2016.[33]